# Adam Piotr Skoczylas
Adam Piotr Skoczylas (ur. 20 stycznia 1902 w Tarnopolu, zm. 7 kwietnia 1975 w Warszawie) – polski zootechnik, profesor Szkoły Głównej Gospodarstwa Wiejskiego w Warszawie.

## Życiorys
Syn budowniczego Jana Skoczylasa i Franciszki Klementyny z domu Schlewic. Uczęszczał do gimnazjum, w 1918 przerwał naukę i walczył w obronie Lwowa, dwa lata później wstąpił ochotniczo do Wojska Polskiego i walczył w wojnie polsko-bolszewickiej. Do rezerwy przeszedł w stopniu plutonowego, ukończył gimnazjum i po uzyskaniu świadectwa dojrzałości rozpoczął studia na Wydziale Rolniczo-Lasowym Politechniki Lwowskiej. W 1925 uzyskał dyplom inżyniera rolnika i rozpoczął pracę na uczelni na stanowisku asystenta, a od 1926 adiunkta w kierowanej przez prof. Jana Żółcińskiego Katedrze Chemii Rolnej i Gleboznawstwa. Równolegle był nauczycielem encyklopedii rolnictwa w Państwowej Szkole Mierniczej, a także w Szkole Drogowej. Od 1928 pracował jako instruktor Towarzystwa Gospodarskiego Małopolski Wschodniej, a w latach 1932-1937 jako inspektor hodowli owiec w Małopolskim Towarzystwie Rolniczym, kierował również Inspektoratem Hodowli Owiec działającym przy Lwowskiej Izbie Rolniczej. Zainicjował prowadzenie dokumentacji hodowlanej i kontroli użytkowości, stworzył organizację hodowców oraz zorganizował import 2334 sztuk owiec z Siedmiogrodu. Zorganizował Stację Doświadczalną dla Owcy Ciemnej Górskiej w Dydiowej oraz Stację Oceny Skór Owczych w Dublanach, w 1937 został powołany na stanowisko radcy ds. owczarstwa przy Ministerstwie Rolnictwa i Reform Rolnych, zaangażował się w problematykę obrotu wełną krajową oraz rozwojem hodowli zarodowych. Po wybuchu II wojny światowej początkowo pracował jako referent ds. hodowli owiec w Polskim Towarzystwie Zootechnicznym, a od 1 kwietnia 1941 po jego przekształceniu w Hauptverband Für Tierzucht zrezygnował z tej pracy i został inspektorem hodowli owiec w Lubelskiej Izbie Rolniczej. Działając w ruchu konspiracyjnym równocześnie dokonał sprowadzenia niemieckiego materiału zarodowego oraz zapoznania polskich hodowców z metodami wypracowanymi przez owczarzy z III Rzeszy. Po zakończeniu działań wojennych zajmował się początkowo skupem wełny i surowców włókienniczych, a następnie podjął się prac organizacyjnych przy Centrali Krajowych Surowców Włókienniczych w Łodzi, a następnie stanął na jej czele. Pod koniec 1948 został aresztowany i posądzony o sabotaż i dokonywanie przestępstw gospodarczych, po uniewinnieniu w 1949 Adam Piotr Skoczylas został powołany na stanowisko dyrektora Zakładu Surowców Naturalnych przy Głównym Instytucie Włókienniczym w Łodzi. Równocześnie wykładał owczarstwo w Wyższej Szkole Gospodarstwa Wiejskiego oraz na Kursach Rzeczoznawców Wełny Zagranicznej, a po 1950 pełnił funkcje dyrektora Instytutu Przemysłu Włókien Łykowych. W 1952 przeprowadził się do Warszawy i został adiunktem w Katedrze Szczegółowej Hodowli Zwierząt Wydziału Zootechnicznego Szkoły Głównej Gospodarstwa Wiejskiego (SGGW), w 1953 został kierownikiem Zakładu Hodowli Owiec i zastępcą profesora. Od 1953 do 1955 był prodziekanem ds. studenckich Wydziału Zootechnicznego SGGW. W 1959 przedstawił pracę pt. „Polskie wełny krzyżówkowe. Metoda oceny” i uzyskał stopień doktora nauk rolniczych, trzy lata później na podstawie rozprawy pt. „Wełna krzyżówkowa. Elementy zootechnicznej oceny jakości” uzyskał stopień doktora habilitowanego. W 1966 wspólnie z Olgierdem Staniszkisem wyjechał do Afganistanu, gdzie opracował na zlecenie tamtejszego rządu plan modernizacji owczarstwa. W 1969 został profesorem nadzwyczajnym. W 1972 przeszedł na emeryturę.

## Dorobek naukowy
Adam Skoczylas jest przez wielu naukowców nazywany ojcem krajowego owczarstwa, prowadził badania nad metodami doskonalenia krajowego pogłowia owiec. W Żelaznej k. Skierniewic założył fermę doświadczalną, gdzie udało mu się wyhodować nowy gatunek owcy o wełnie krzyżówkowej tzw. owcę żeleźnieńską, która jest doskonale przystosowana do polskich warunków klimatycznych oraz ma wysoką wydajność wełny. Pozostawił liczne prace dotyczące tzw. biologii runa, a szczególnie z zakresu wełnoznawstwa m.in. dotyczące struktury włosów u owiec oraz grup włosotwórczych. Stworzył polską metodę oceny tryków na podstawie ich potomstwa, a także opracował nowoczesny program nauki hodowli owiec w szkolnictwie wyższym.

## Członkostwo
- Wiceprzewodniczący Komitetu Nauk Zootechnicznych Polskiej Akademii Nauk (PAN);
- Przewodniczący Komisji ds. Hodowli Owiec przy Komitecie Nauk Zootechnicznych PAN;
- Wiceprezes Polskiego Towarzystwa Zootechnicznego (PTZ);
- Członek Rady Naukowej Instytutu Zootechniki;
- Członek Komisji Hodowli Owiec Europejskiej Federacji Zootechnicznej;
- Polska Zjednoczona Partia Robotnicza (do 1971)

## Odznaczenia
- Krzyż Obrony Lwowa;
- Krzyż Kawalerski Orderu Odrodzenia Polski;
- Złota Odznaka Honorowa Szkoły Głównej Gospodarstwa Wiejskiego w Warszawie;
- Honorowa Odznaka Polskiego Towarzystwa Zootechniczego.